# Siarhiej Riumin
Siarhiej Riumin, biał. Сяргей Рюмин (ur. 1973) – białoruski strongman. Mistrz Białorusi Strongman w 2005.

## Życiorys
Siarhiej Riumin wziął udział w Mistrzostwach Europy Strongman 2008, jednak nie zakwalifikował się do finału.
Wymiary:
- wzrost 183 cm
- waga 115 kg

## Osiągnięcia strongman
- 2005
  - 12. miejsce - Puchar Świata Siłaczy 2005: Mińsk
  - 1. miejsce - Mistrzostwa Białorusi Strongman
- 2006
  - 12. miejsce - Puchar Świata Siłaczy 2006: Mińsk
  - 9. miejsce - Super Seria 2006: Moskwa
  - 10. miejsce - Puchar Świata Siłaczy 2006: Moskwa
  - 9. miejsce - Puchar Świata Siłaczy 2006: Podolsk
- 2007
  - 12. miejsce - Puchar Świata Siłaczy 2007: Ryga (kontuzjowany)